# فلسطيا
فلسطيا (بالعبرية: פְּלֶשֶׁת) و (باليونانية: Φυλιστιιμ)‏ هي منطقة تاريخية قديمة ذكرت في الكتاب المقدس كانت تقع جنوب غرب بلاد الشام وكان يسكن هذه المنطقة الفلستيون إحدى قبائل الكنعانيين، حدودهم من الشمال الشرقي كانت تبدأ من نهر العوجا وتنتهي في وادي العريش في جنوب الغرب. أشهر مدنهم كانت غزة وعسقلان وأشدود وعقرون وجت. من المحتمل أن يكون تل القصيلة وأفيك (انظر معركة أفيق) قد حددا حدود فلسطيا. اختفى ذكرها في التاريخ بعد غزو نبوخذ نصر الثاني لها في حوالي سنة 603 ق م.